# Носков, Николай Михайлович
Носков, Николай Михайлович (1 января 1902 — 23 мая 1966) — участник Великой Отечественной войны, командир отделения стрелковой роты 231-го гвардейского стрелкового полка 75-й гвардейской стрелковой дивизии 30-го стрелкового корпуса 60-й армии Центрального фронта, гвардии сержант, Герой Советского Союза (1943).

## Биография

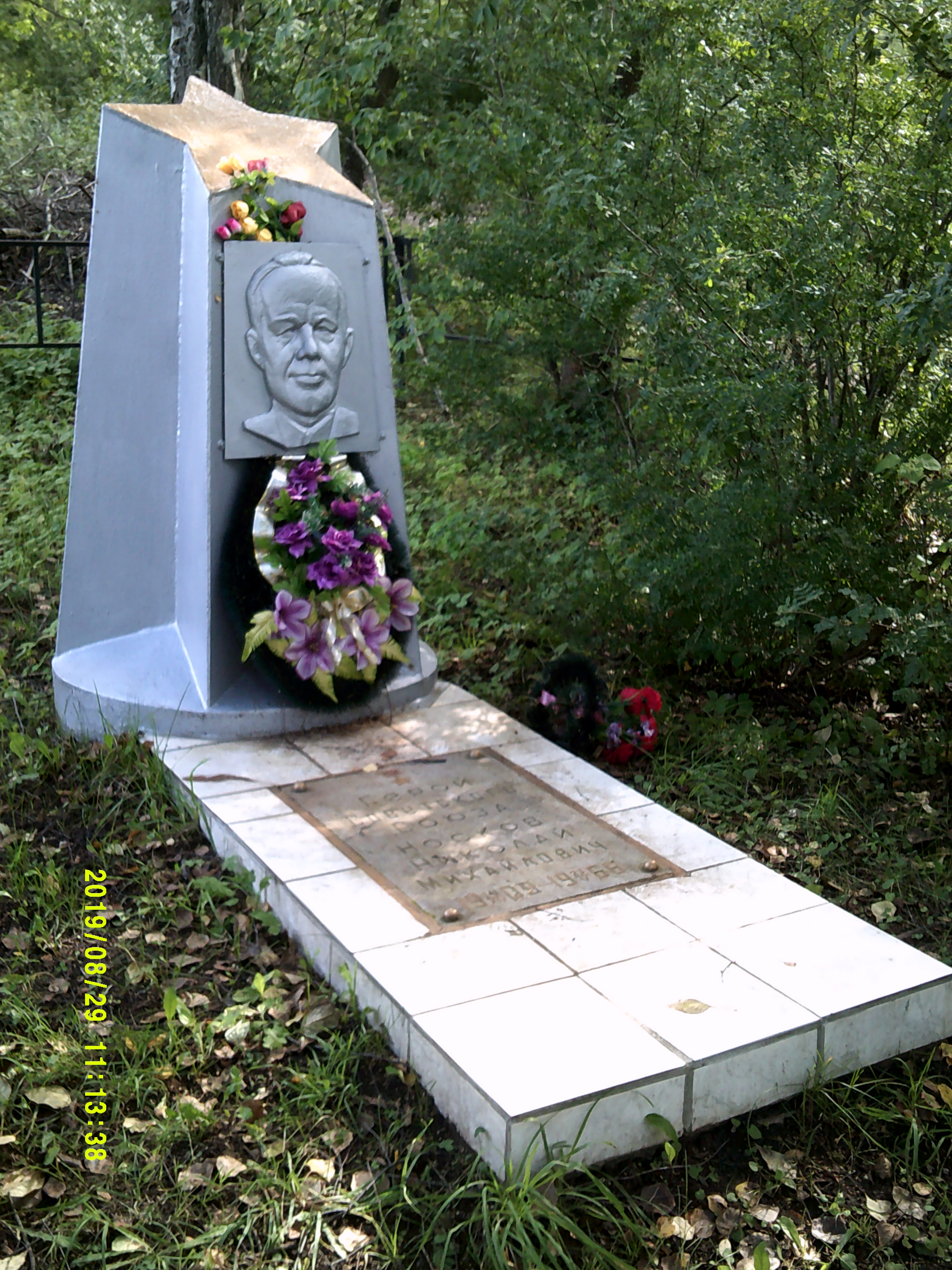
Могила Носкова

Родился 1 января 1902 года в городе Егорьевске. Жил в посёлке Очёр Пермской области (ныне город Очёр Пермского края), работал мастером в ремесленном училище.
В Красную Армию призван в 1943 году. Был командиром отделения стрелковой роты 231-го гвардейского стрелкового полка 75-й гвардейской стрелковой дивизии.
Особым героизмом гвардии сержант Носков Н. М. отличился при форсировании реки Днепр севернее Киева, в боях при захвате и удержании плацдарма в районе сел Глебовка и Ясногородка (Вышгородский район Киевской области) на правом берегу Днепра осенью 1943 года. В наградном листе командир полка гвардии подполковник
Маковецкий Ф. Е. написал
:

В боях на Киевском направлении с 25.8.43 г. по 8.10.43 г. проявил себя смелым, решительным, храбрым и отважным командиром.
Будучи командиром отделения и парторгом роты Носков провёл большую разъяснительную работу среди всего личного состава роты по вопросу доведения до каждого бойца боевой задачи по форсированию реки Днепр и мобилизации каждого бойца и ефрейтора на стойкость и отвагу в бою.
С выходом на р. Днепр Носков впереди всей роты первым бросился вперёд на врага, воодушевляя своих товарищей личным примером мужества и отваги. В ожесточённом бою роты за форсирование реки Днепр Носков был на самых решающих участках боя и одним из первых переправился через Днепр. Стремясь сорвать отход противника за старый Днепр, Носков зайдя в тыл противника, уничтожил 4 лодки и этим самым содействовал окружению и уничтожению большой группы пехоты противника на острове между новым и старым Днепром. Разгромив и рассеяв группу пехоты противника и преследуя по пятам гитлеровцев Носков, разведал пеший брод, вывел роту к нему и вновь одним из первых форсировал русло старого Днепра.
В боях за Днепр Носков лично уничтожил 47 солдат и офицеров и гранатами подавил 5 пулемётных точек.
Своим личным примером смелости и храбрости в бою Носков увлекал личный состав в бой, способствовал разгрому и уничтожению крупной группировки противника и успешность переправы всего батальона.
Указом Президиума Верховного Совета СССР от 17 октября 1943 года за успешное форсирование реки Днепр севернее Киева, прочное закрепление плацдарма на западном берегу реки Днепр и проявленные при этом мужество и геройство гвардии сержанту Носкову Николаю Михайловичу присвоено звание Героя Советского Союза с вручением ордена Ленина и медали «Золотая Звезда» .
После войны Н. М. Носков демобилизовался, жил и работал в городе Очёр. Умер 23 мая 1966 года.

## Награды
- Медаль «Золотая Звезда» № 1566 Героя Советского Союза (17 октября 1943 года).
- Орден Ленина.
- Орден Красной Звезды.
- Медали.

## Память
- В учебном центре Сухопутных войск Вооруженных сил Украины «Десна» установлен бюст Героя.
- В г. Очёр на доме, где жил Герой, установлена мемориальная доска.
- захоронен в ограждении с памятником павшим борцам за свободу